# Willi Heeks
Willi Heeks (* 13. Februar 1922 in Moorlage; † 13. August 1996 in Bocholt) war ein deutscher Automobilrennfahrer.

## Karriere
Willi Heeks begann knapp nach dem Zweiten Weltkrieg mit dem Motorsport. 1950 feierte er erste Erfolge mit einem Formel-2-Rennwagen von AFM. Er siegte beim Maipokal in Hockenheim und gewann ein Formel-2-Rennen in Dessau. 1951 erreichte er beim Eifelrennen am Nürburgring den dritten Rang.
Heeks gehörte zu den deutschen Rennfahrern der frühen 1950er-Jahre, die ihre Rennen fast ausschließlich in ihrem Heimatland fuhren. Als der internationale Motorsportzirkus nach Deutschland zurückkehrte und auch erstmals wieder ein Großer Preis von Deutschland gefahren wurde, war auch Heeks dabei. Sein Debüt in der Fahrerweltmeisterschaft gab er 1952, als er am Nürburgring mit einem AFM U8 am Start war. Wie 1953, als er mit einem Veritas Meteor das Rennen bestritt, musste er den Grand Prix vorzeitig aufgeben. Dass Heeks ein guter Rennfahrer war, zeigte er 1953, als er auf der Nordschleife lange Zeit vor dem französischen Spitzenfahrer Louis Rosier in einem Ferrari 500 lag.
Heeks fuhr Autorennen bis Ende der 1950er-Jahre, verlegte seine Aktivitäten jedoch zu den Tourenwagen. Bei Langstreckenrennen war meist sein Landsmann Erwin Bauer sein Partner, wie beim 1000-km-Rennen auf dem Nürburgring, das die beiden mit einem Mercedes-Benz 220S bestritten.

## Statistik

### Statistik in der Automobil-Weltmeisterschaft

#### Gesamtübersicht
| Saison | Team        | Chassis        | Motor          | Rennen | Siege | Zweiter | Dritter | Poles | schn. Rennrunden | Punkte | WM-Pos. |
| ------ | ----------- | -------------- | -------------- | ------ | ----- | ------- | ------- | ----- | ---------------- | ------ | ------- |
| 1952   | Willi Heeks | AFM 8          | BMW 2.0 L6     | 1      | −     | −       | −       | −     | −                | −      | NC      |
| 1953   | Willi Heeks | Veritas Meteor | Veritas 2.0 L6 | 1      | −     | −       | −       | −     | −                | −      | NC      |
| Gesamt | Gesamt      | Gesamt         | Gesamt         | 2      | −     | −       | −       | −     | −                | −      |         |

#### Einzelergebnisse
| Saison | 1 | 2 | 3 | 4 | 5   | 6   | 7 | 8 | 9 |
| ------ | - | - | - | - | --- | --- | - | - | - |
| 1952   |   |   |   |   |     |     |   |   |   |
|        |   |   |   |   | DNF |     |   |   |   |
| 1953   |   |   |   |   |     |     |   |   |   |
|        |   |   |   |   |     | DNF |   |   |   |

| Legende  | Legende            | Legende                                                          |
| Farbe    | Abkürzung          | Bedeutung                                                        |
| -------- | ------------------ | ---------------------------------------------------------------- |
| Gold     | –                  | Sieg                                                             |
| Silber   | –                  | 2. Platz                                                         |
| Bronze   | –                  | 3. Platz                                                         |
| Grün     | –                  | Platzierung in den Punkten                                       |
| Blau     | –                  | Klassifiziert außerhalb der Punkteränge                          |
| Violett  | DNF                | Rennen nicht beendet (did not finish)                            |
| Violett  | NC                 | nicht klassifiziert (not classified)                             |
| Rot      | DNQ                | nicht qualifiziert (did not qualify)                             |
| Rot      | DNPQ               | in Vorqualifikation gescheitert (did not pre-qualify)            |
| Schwarz  | DSQ                | disqualifiziert (disqualified)                                   |
| Weiß     | DNS                | nicht am Start (did not start)                                   |
| Weiß     | WD                 | zurückgezogen (withdrawn)                                        |
| Hellblau | PO                 | nur am Training teilgenommen (practiced only)                    |
| Hellblau | TD                 | Freitags-Testfahrer (test driver)                                |
| ohne     | DNP                | nicht am Training teilgenommen (did not practice)                |
| ohne     | INJ                | verletzt oder krank (injured)                                    |
| ohne     | EX                 | ausgeschlossen (excluded)                                        |
| ohne     | DNA                | nicht erschienen (did not arrive)                                |
| ohne     | C                  | Rennen abgesagt (cancelled)                                      |
| ohne     | keine WM-Teilnahme |                                                                  |
| sonstige | P/fett             | Pole-Position                                                    |
| sonstige | 1/2/3/4/5/6/7/8    | Punktplatzierung im Sprint-/Qualifikationsrennen                 |
| sonstige | SR/kursiv          | Schnellste Rennrunde                                             |
| sonstige | *                  | nicht im Ziel, aufgrund der zurückgelegten Distanz aber gewertet |
| sonstige | ()                 | Streichresultate                                                 |
| sonstige | unterstrichen      | Führender in der Gesamtwertung                                   |

### Einzelergebnisse in der Sportwagen-Weltmeisterschaft
| Saison | Team        | Rennwagen         | 1   | 2   | 3   | 4   | 5   |
| ------ | ----------- | ----------------- | --- | --- | --- | --- | --- |
| 1956   | Erwin Bauer | Mercedes-Benz 220 | BUA | SEB | MIM | NÜR | KRI |
| 1956   | Erwin Bauer | Mercedes-Benz 220 | DNF |     |     |     |     |